# Antimilitarism

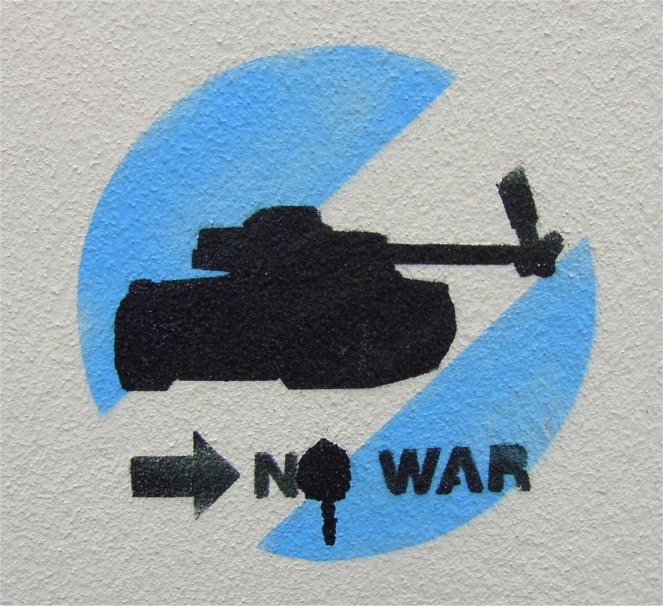
Graffiti pe un perete în Landsberg am Lech

Antimilitarismul este un curent apropiat ca idei de pacifism, teorie care este contra înarmării (militarismului), militarism care de fapt duce indirect la război. Împreună cu pacifismul, antimilitarismul caută să combată tendințele care caută să demonstreze necesitatea inevitabilă a războiului, care ar fi singura soluție de rezolvare a conflictelor.